# آران‌ای ریبوزومی ۱۶اس

ساختار مولکولی زیرواحد ۳۰اِس ترموس ترموفیلوس. پروتئین‌ها به رنگ آبی و تک‌رشتهٔ آران‌ای به رنگ نارنجی نشان داده شده‌اند.

آران‌ای ریبوزومی ۱۶اِس بخش آران‌ای در زیرواحد کوچک ریبوزوم پروکاریوتی یک ریبوزوم پروکاریوتی است که به دنبالهٔ شاین-دلگارنو متصل می‌شود و بیشترِ ساختار زیرواحد ۳۰اِس را فراهم می‌کند.
ژن‌های کُدکنندهٔ آن، ژن 16S rRNA نامیده می‌شوند و به‌دلیل سرعت کم تکامل این ناحیه از ژن، در بازسازی تبارزایی استفاده می‌شوند. کارل ووز و جرج ای. فاکس دو نفر از افرادی بودند که در سال ۱۹۷۷ در استفاده از آران‌ای ریبوزومی ۱۶اِس در بررسی‌های تبارزایی پیشگام بودند. توالی‌های متعددی از ژن 16S rRNA می‌توانند در یک باکتری وجود داشته باشند.

## عملکردها
- مانند آران‌ای ریبوزومی ۲۳اس، نقش ساختاری دارد و به‌عنوان داربستی عمل می‌کند که موقعیت پروتئین‌های ریبوزومی را مشخص می‌کند.
- انتهای ۳' آن حاوی توالی ضد شاین-دلگارنو است که در بالادست به کدون آغاز AUG روی آران‌ای پیام‌رسان متصل می‌شود. انتهای ۳' آن به پروتئین‌های S1 و S21 متصل می‌شود که در شروع سنتز پروتئین نقش دارند.[۵]
- ۱۶اس با ۲۳اس تعامل دارد و به اتصال دو زیرواحد ریبوزومی (۵۰اس و ۳۰اس) کمک می‌کند.
- با تشکیل پیوند هیدروژنی بین اتم شمارهٔ ۱ باقیماندهٔ آدنین ۱۴۹۲ و ۱۴۹۳ و گروه ۲′OH، چهارچوب اصلی mRNA، جفت کدون-آنتی‌کدون صحیح را در ناحیهٔ A تثبیت می‌کند.

## ساختار

زیرواحد کوچک آران‌ای ریبوزومی در باکتری‌ها و آرکی‌ها. از کارل ووز (۱۹۸۷).